# Chrysocraspeda erythraria
Chrysocraspeda erythraria är en fjärilsart som beskrevs av Paul Mabille 1883. Chrysocraspeda erythraria ingår i släktet Chrysocraspeda och familjen mätare. Inga underarter finns listade i Catalogue of Life.